# 戴心怡
戴心怡（1980年3月30日—），舞台活動主持人、電視新聞記者兼主播，曾任英文教師。曾為東森超視《媽媽好神》固定班底之一。

## 學歷
- 毕业于美國賓州州立大學資訊管理系。

## 經歷
- 東森美洲台記者兼專任主播。
- 東森新聞台記者兼專任主播。
- 年代新聞台記者兼專任主播。
- 三立新聞台記者兼專任主播。
- 東森財經新聞台記者兼主播。

## 家庭
- 2012年與小她3歲、網路平台citiesocial創辦人王偉任結婚。
- 2016年3月7日長子誕生。
- 2018年6月18日次女誕生。

## 演出作品

### 電視劇
- 2020年客串《誰是被害者》主播一角。

## 外部連結
- 戴心怡 主播媽咪的Facebook專頁